# Бийдъл
Окръг Бийдъл (на английски: Beadle County) е окръг в щата Южна Дакота, Съединени американски щати. Площта му е 3276 km², а населението - 18 157 души (2017). Административен център е град Хюрън.